# Delfine Persoon
Delfine Persoon est une boxeuse belge née le 14 janvier 1985  à Gits.

## Biographie
D’abord judokate, elle se reconvertit à la boxe après une blessure au dos. Persoon s’entraine au Boxing club Lichtervelde. À la mi-2008, elle participe  et gagne sa première compétition amateur. Un an plus tard, elle devient boxeuse professionnelle. En 2014, elle termine deuxième au palmarès des sportives belges de l’année.
Parallèlement à sa carrière sportive, Delfine Persoon travaille à la police fédérale belge.

## Palmarès
- Championne de Belgique amateur 2009
- Championne d’Europe EBU 2011 en 2012
- Championne du monde WIBF 2012 en 2013
- Championne du monde IBF 2012 en 2013
- Championne du monde WIBA 2013
- Championne du monde WBC 2014[2]